# Orde van Koning Tomislav

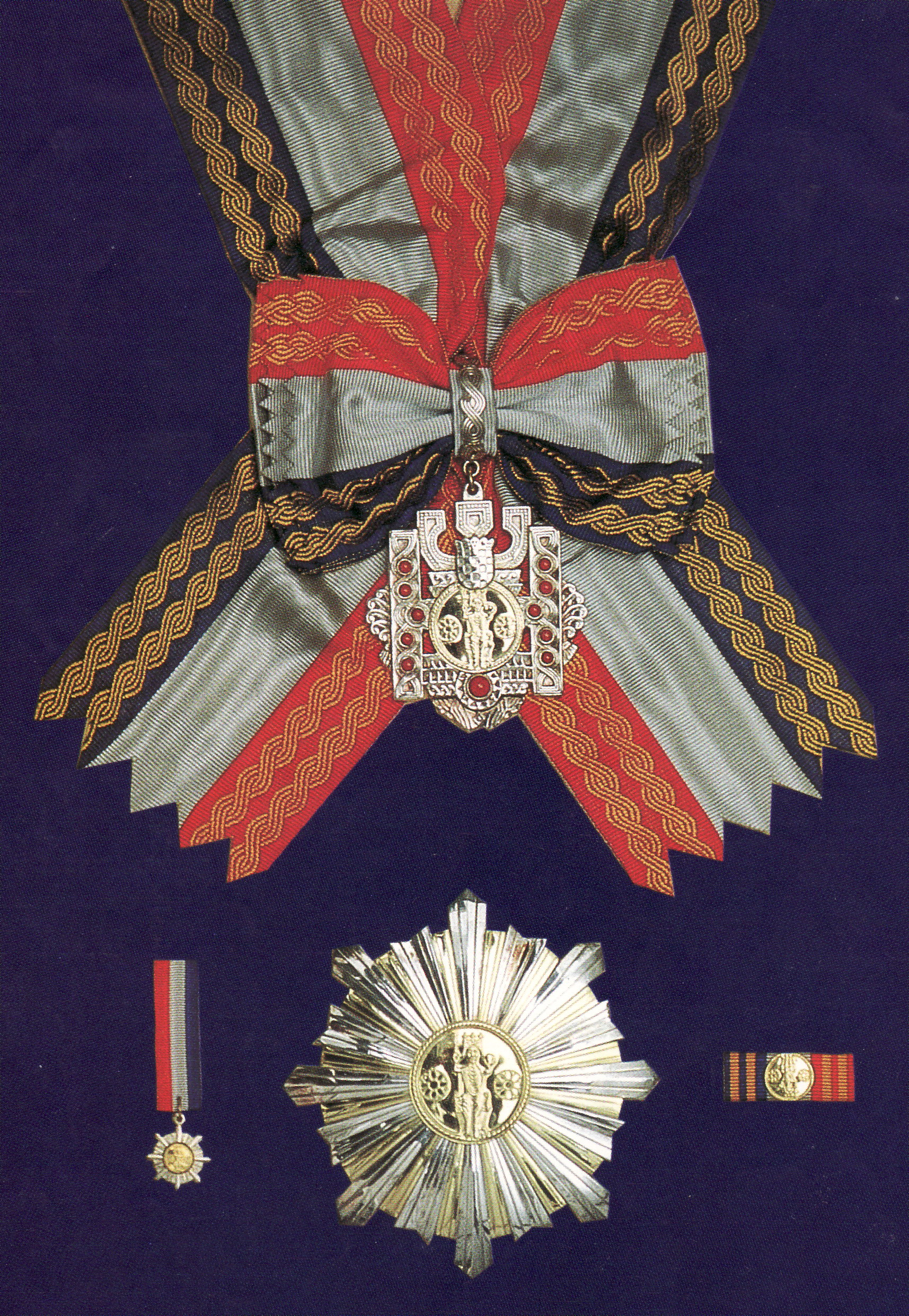
Orde van Koning Tomislav

De Orde van Koning Tomislav (Kroatisch: "Velered kralja Tomislava s lentom i Velikom Danicom") is de hoogste, voor staatshoofden gereserveerde, ridderorde van het moderne Kroatië. Het kleinood van de orde, een barok vormgegeven zilveren juweel met het Kroatische wapen in goud wordt aan een lint in de kleuren van de vlag, zwart, wit en rood, gedragen.

## De dragers van de orde
- Alfred Moisiu
- Edward Fenech-Adami
- Tassos Papadopoulos
- Stjepan Mesić
- Ricardo Escobar
- Ion Iliescu
- Tuanku Syed Sirajuddin
- Elizabeth II
- Ferenc Mádl
- Thomas Klestil
- Rexep Meidani
- Aleksander Kwaśniewski
- Nursultan Nazarbayev
- Rudolf Schuster
- Carlo Azeglio Ciampi
- Milan Kučan
- Emil Constantinescu
- Constantinos Stephanopoulos
- Oscar Luigi Scalfaro